# Nelson Gabolwelwe
Nelson Gabolwelwe (ur. 3 września 1977) – botswański piłkarz grający na pozycji lewego pomocnika. W swojej karierze rozegrał 51 meczów i strzelił 3 gole w reprezentacji Botswany.

## Kariera klubowa
W swojej karierze piłkarskiej Gabolwelwe grał w klubie Botswana Defence Force XI FC. W sezonie 2003/2004 wywalczył z nim dublet - mistrzostwo i Puchar Botswany, a w sezonie 2005/2006 został z nim wicemistrzem kraju.

## Kariera reprezentacyjna
W reprezentacji Botswany Gabolwelwe zadebiutował 2 sierpnia 1998 roku w zremisowanym 0:0 meczu kwalifikacji do Pucharu Narodów Afryki 2000 z Mozambikiem, rozegranym w Gaborone. Od 1998 do 2008 wystąpił w kadrze narodowej 51 razy i strzelił 3 gole.